# Civic Trust Awards
Les Civic Trust Awards sont des récompenses britanniques dans les domaines de l'architecture, de la planification et de la conception exceptionnelles d'un environnement bâti.
Ils ont été créés en 1959 et constituent le programme de récompenses pour l'environnement bâti le plus ancien en Europe. Les Civic Trust Awards ne sont liés à aucune organisation, institution ou publication et fonctionnent sur une base à but non lucratif. Le grand public peut participer aux programmes de nomination et de jugement de sa région. Ils peuvent également être décernés à l'échelle internationale.

## Histoire
Les Civic Trust Awards ont été créés à l'origine en 1959 par Michael Middleton du Civic Trust pour récompenser une architecture, un design urbain, un paysage et un public exceptionnels qui améliorent la qualité de vie des communautés locales.
Le Civic Trust a été placé sous administration en avril 2009, à la suite de la perte d'un contrat gouvernemental. Les Civic Trust Awards ont été sauvés avec succès du processus administratif par Malcolm Hankey, ancien employé de Civic Trust, et son épouse Karen Hankey, qui continuent de gérer le programme sur une base à but non lucratif en tant que société d'intérêt communautaire (Community interest company (en)).
Des prix sont décernés pour des bâtiments et des projets remarquables sur le plan architectural et qui ont apporté une différence positive à leur communauté locale. Dans la mesure du possible, lors de la première étape d'évaluation, les candidatures aux Civic Trust Awards (et aux Pro-Tem Awards si la structure est toujours en place) sont visitées par une équipe composée d'un architecte et (le cas échéant) d'un évaluateur de conception universelle, un représentant de la communauté, un planificateur des autorités locales et un représentant des étudiants. Cette équipe soumet ses recommandations au jury national (un groupe d'experts dans leurs domaines respectifs) qui prend la décision finale sur le niveau de récompense à attribuer.
L'équipe d'évaluateurs recherche des projets qui utilisent une conception et une construction durables, ont un impact positif sur leur environnement local et offrent un accès bien intégré et détaillé pour tous. Des commentaires sont proposés à tous les candidats non retenus et la décision prise par l'équipe d'évaluateurs et le jury national est définitive.
Pour le programme Civic Trust AABC Conservation Award, les candidatures sont évaluées sur dossier par un groupe de représentants spécialisés en conservation de l'AABC.

## Prix
Le programme Civic Trust Awards récompense chaque année les projets avec des récompenses spéciales, des récompenses et des mentions hautement recommandées.
Il existe trois catégories d'entrée : les Civic Trust Awards, les AABC Conservation Awards, et les ProTem Awards (pour les bâtiments/structures temporaires). Les projets peuvent être inscrits séparément aux Civic Trust Awards et aux AABC Conservation Awards, si tous les critères sont remplis.
Tous les projets sont évalués selon leurs propres mérites, les projets gagnants étant également pris en compte pour l'un des prix spéciaux, tels que la durabilité ou l'engagement communautaire.
Les Civic Trust Awards proposent également un programme de récompenses en reconnaissance de l'architecte et figure fondatrice du design universel, Selwyn Goldsmith.

### Selwyn Goldsmith Awards for Universal Design
Créés en 2011, les Selwyn Goldsmith Awards for Universal Design sont décernés parallèlement au processus de candidature aux Civic Trust Awards. Toutes les candidatures du CTA sont automatiquement prises en compte pour le Selwyn Goldsmith Award. Le gagnant est sélectionné par un panel spécialement convoqué d'experts en conception universelle et l'annonce est faite lors de la cérémonie de remise des prix en mars de chaque année. Universal Design vise à garantir que les lieux conviennent à tous, quels que soient l'âge, l'origine ethnique, le sexe, etc.

### Civic Trust Awards
Ils sont décernés à des projets qui apportent une contribution exceptionnelle à la qualité et à l'apparence de l'environnement bâti. Les programmes de récompense démontrent l'excellence en architecture ou en design, tout en étant durables, accessibles et apportant une contribution civique positive.

### Civic Trust Highly Commended
Ils sont décernés aux projets qui apportent une contribution significative à la qualité et à l'apparence de l'environnement bâti. Les programmes de niveau élogieux démontrent un bon niveau d'architecture ou de conception, tout en étant durables, accessibles et apportant une contribution civique positive.

## Lauréats
(Liste non exhaustive)

### Royaume-Uni
- Hallgate, Blackheath Park, Londres, 1961
- Metro Central Heights, Walworth, 1964
- Kingsgate Bridge (en), Durham, 1965
- Nottingham Playhouse (en), 1966
- Richmond Baths (devenu Pools on the Park (en)), Richmond (Londres), 1967[6]
- West Burton power stations (en), 1968
- Severn Bridge, 1968
- M6 motorway, 1971[7]
- Renault Centre, Swindon[8], 1983
- Dundee Repertory Theatre, Dundee, 1984
- Victoria Quarter (en), Leeds[9] 1991
- Anchor Brewhouse, Londres, 1991
- Carreras Cigarette Factory, Camden Town, 1996
- Centenary Building (en), Université de Salford, 1997
- London IMAX (en), 2000
- Péninsule de Greenwich, par Michel Desvigne, 2002
- Blizard Building (en), 2006
- Brighton New Road par Jan Gehl, 2009
- Saint Malachy's Church, Belfast (en), 2010
- Green Park Business Park (en), Reading, 2014[10]
- Mosquée Centrale de Cambridge, 2020
- Windermere Jetty Museum (en), South Lakeland, 2020[11]
- Battersea Arts Centre, Wandsworth, 2020 (AABC Conservation Award)[12]

### International
- St James, Guernsey (en), Channel Islands, 1986
- Shin-Marunouchi Building, Tokyo, par Michael Hopkins, 2002
- Bâtiment du ministère des finances, centre-ville de Dublin, par Yvonne Farrell, 2009
- Sydney Park Water Re-use Project, Sydney, Australie (Civic Trust Award and Special Award for Sustainability), 2018[13]
- The Heart in Ikast, Ikast, Danemark, 2020[14]